# Laura Villars
 (avril 2025).
Pour les articles homonymes, voir Villars.
Pas d'image ? Cliquez ici
Laura Villars, née le 29 août 1997, est une pilote automobile suisse. Elle s’est distinguée dans plusieurs championnats européens, notamment la F3R Ultimate Cup Series, la F4 Saudi Arabia et le Ferrari Challenge Europe. Elle est également reconnue pour son engagement en faveur de la représentation des femmes dans le sport automobile.

## Premières années
Originaire de Suisse, Laura Villars découvre sa passion pour le sport automobile à l’âge de 14 ans. Après des études en gestion d’entreprise, elle fonde le groupe LSVM et dirige également Starimmobilier SA. À 25 ans, elle décide de se consacrer pleinement à sa carrière de pilote.

## Carrière en sport automobile

### Ultimate Cup Series – F3R
En 2023, Laura Villars participe au championnat F3R de l’Ultimate Cup Series, une série de monoplaces visant à préparer les pilotes aux catégories supérieures. Elle y termine 5e au classement général.

### F4 Saudi Arabia
Début 2024, elle fait ses débuts dans le championnat F4 Saudi Arabia, une série qui attire des talents émergents du Moyen-Orient et d’ailleurs. Elle termine 13e du championnat, poursuivant sa progression dans l’univers des formules de promotion.

### Ferrari Challenge Europe – Trofeo Pirelli AM
En 2024, elle rejoint le Ferrari Challenge Europe, dans la catégorie Trofeo Pirelli AM. Pour sa première saison, elle participe à six courses et accumule un total de six points. Son meilleur résultat est une 10e place lors de la deuxième course à Mugello.

### Ligier European Series
En 2025, Laura Villars intègre la Ligier European Series dans la catégorie JS P4, avec l’équipe Team Virage, reconnue pour sa formation de jeunes talents ayant mené plusieurs pilotes vers la Formule 1 et l’Endurance. Cette série, organisée dans le cadre de l’European Le Mans Series, représente une passerelle vers les championnats d’endurance comme les 24 Heures du Mans.

## Engagement pour les femmes dans le sport automobile
Au-delà de la compétition, Laura Villars milite activement pour la promotion des femmes dans le sport automobile. Elle utilise sa notoriété pour inspirer d’autres femmes à briser les barrières dans un environnement traditionnellement masculin. Elle s’investit également dans des partenariats avec des initiatives promouvant l’égalité des genres .

## Apparitions dans les médias
Laura Villars bénéficie d’une visibilité médiatique croissante en France et en Suisse. En 2025, elle apparaît dans un reportage de l’émission Turbo sur M6, intitulé « L’élégance à Megève », un événement caritatif mettant à l’honneur les voitures anciennes et le raffinement automobile.
Elle fait également l’objet d’un portrait diffusé par la Radio Télévision Suisse dans l’émission Couleurs Locales, qui retrace son parcours dans un sport majoritairement masculin.